# 598
عام 598 م، وفيه حدث ما يلي:

## أحداث
- الساسانيون الفرس يرسلون بعثة عسكرية إلى اليمن، جعلت جنوب بلاد العرب محافظة تابعة للدولة الساسانية.
- تتويج هي ملكاً على بايكتشي، في كوريا.
- الحرب بين غوغوريو وسوي تبدأ بعد غزو سوي لغوغوريو, في كوريا.

## مواليد
- علي بن أبي طالب، رابع الخلفاء الراشدين.
- في هذا العام ولد صعصعة بن صوحان العبدي، وهو صحابي.
- عاصم بن خليفة الضبي
- براهماغوبتا